# Anders Eriksson
Anders Eriksson (14 maggio 1973) è un pilota motociclistico svedese specialista nelle competizioni enduro.
Durante la sua carriera si è aggiudicato sette titoli individuali nel campionato mondiale di enduro a partire dal 1995, oltre ad aggiudicarsi con la squadra nazionale svedese la Sei Giorni Internazionale di Enduro del 1992 nella categoria Junior.
All'inizio della carriera ha utilizzato motociclette della Kawasaki per passare, nel 1993 alla Husaberg e nel 1995 alla Husqvarna.
Con quest'ultima casa motociclistica ha gareggiato poi fino al 2007, ottenendo i suoi maggiori successi. Nel 2008 è passato alla squadra BMW con la quale si è piazzato al 10º posto nel mondiale della classe E3. Anche nel 2009 ha preso parte ad alcune competizioni con la stessa marca, per passare nel 2010 alla guida di motociclette Yamaha.

## Palmarès
| Mondiali enduro |                        |      |
| Argento         | Mondiale 350 cc        | 1993 |
| Oro             | Mondiale 350 cc        | 1995 |
| Oro             | Mondiale 400 cc        | 1996 |
| Argento         | Mondiale 500 cc        | 1997 |
| Oro             | Mondiale 500 cc        | 1998 |
| Oro             | Mondiale 500 cc        | 1999 |
| Bronzo          | Mondiale 500 cc        | 2000 |
| Oro             | Mondiale 500 cc        | 2001 |
| Oro             | Mondiale 500 cc        | 2002 |
| Oro             | Mondiale 450 cc        | 2003 |
| Six Days        |                        |      |
| Oro             | Six Days Trophy Junior | 1992 |